# Ielena Konstantinova
Ielena Vladimirovna Konstantinova (en russe : Елена Владимировна Константинова) (née Mourtazaïeva le 25 août 1981 à Kalinine) est une ancienne joueuse de volley-ball russe. Elle mesure 1,90 m et jouait au poste de centrale. Elle a totalisé 19 sélections en équipe de Russie.

## Clubs
| Club                | De        | À         |
| ------------------- | --------- | --------- |
| CSKA Moscou         | 1995-1996 | 2003-2004 |
| Dinamo Moscou       | 2005-2006 | 2005-2006 |
| CSKA Moscou         | 2006-2007 | 2007-2008 |
| Dynamo-Yantar       | 2008-2009 | 2009-2010 |
| Dinamo Krasnodar    | 2010-2011 | 2011-2012 |
| Zaretchie Odintsovo | 2012-2013 | 2013-2014 |

## Palmarès

### Équipe nationale
- Championnat du monde
  - Vainqueur : 2010.
- Grand Prix mondial
  - Finaliste : 2009.
- Championnat du monde des moins de 20 ans
  - Vainqueur : 1999.

### Clubs
- Championnat de Russie
  - Vainqueur : 2006.
  - Finaliste : 1997.
- Coupe de Russie
  - Vainqueur : 1998, 2001.
  - Finaliste : 2010.
- Coupe de la CEV
  - Finaliste : 2011.